# Ifatski sultanat
Ifatski sulanat, srednjovjekovna arapska državica na sjeveroistoku Afričkog roga, smještena na obalama Adenskog zaljeva i Indijskog oceana. Postojala je između 13. i 15. stoljeća, a vodila ju je vladarska dinastija Walashma. Obuhvaćala je područja današnjih država Etiopije, Džibutija i Somalilanda.
Osnovana je 1285. kao jedna od brojnih naseobina jemenskih Arapa koji su u vom najvećem priljevu u 13. stoljeću naselili obale Crvenog mora i njegove okolice, uključujući i Adenski zaljev sve do sjevernih dijelova Somalilanda. Njhovim dolaskom započinje islamizacija Somalaca i drugih naroda koji su obitavali na tom području. Najznačajnija državica u okružju, Adalski sultanat zavladao je sjevernim dijelovima Somalije te mu je 1415. pripojena i mala ifatska državica koja je time prestala postojati.